# Malaysian Women's Open 1992
Il Malaysian Women's Open 1992 è stato un torneo di tennis giocato sul cemento indoor. È stata la 1ª edizione del Malaysian Women's Open, che fa parte della categoria Tier IV nell'ambito del WTA Tour 1992. 
Si è giocato a Kuala Lumpur in Malaysia, dal 20 al 26 aprile 1992.

## Campionesse

### Singolare
Yayuk Basuki ha battuto in finale  Andrea Strnadová con il punteggio di 6–3, 6–0

### Doppio
Isabelle Demongeot /  Natalija Medvedjeva hanno battuto in finale  Rika Hiraki /  Petra Langrová con il punteggio di 2–6, 6–4, 6–1